# جغرافيا المريخ

تستلزم جغرافيا المريخ، والمعروفة أيضًا باسم أورجوجرافي، ترسيم وتوصيف المناطق على المريخ. تركز جغرافيا المريخ بشكل أساسي على ما يسمى بالجغرافيا الطبيعية على الأرض. هذا هو توزيع السمات المادية عبر المريخ وتمثيلاتها الخرائطية.

## التاريخ
كانت الملاحظات التفصيلية الأولى للمريخ من التلسكوبات الأرضية. يتسم تاريخ هذه الملاحظات بتقابلات المريخ، عندما يكون الكوكب هو الأقرب إلى الأرض وبالتالي يكون مرئيًا بسهولة، والذي يحدث كل عامين. والأكثر وضوحًا هو التقابلات الحضيضية للمريخ والتي تحدث كل 16 عامًا تقريبًا، وتتميز لأن المريخ هو الأقرب إلى الأرض وحضيض المشتري يجعله أقرب إلى الأرض.
في سبتمبر 1877، (حدثت معارضة حضيبية للمريخ في 5 سبتمبر)، نشر عالم الفلك الإيطالي جيوفاني سكيابارلي أول خريطة مفصلة للمريخ. احتوت هذه الخرائط بشكل ملحوظ على سمات أسماها كانالي ("القنوات")، والتي تبين فيما بعد أنها خداع بصري. كان من المفترض أن تكون هذه الكانالي عبارة عن خطوط مستقيمة طويلة على سطح المريخ، والتي أعطى لها أسماء الأنهار الشهيرة على الأرض. تمت ترجمة مصطلحه بشكل خاطئ على أنه قنوات، وهكذا بدأ الجدل حول قناة المريخ.
بعد هذه الملاحظات، كان هناك اعتقاد طويل الأمد بأن المريخ يحتوي على بحار ونباتات شاسعة. لم يتم تبديد هذه الأساطير إلا عندما زارت المركبات الفضائية الكوكب خلال برنامج مارينر التابع لوكالة ناسا في الستينيات. تم عمل بعض خرائط المريخ باستخدام البيانات من هذه البعثات ، ولكن تم الحصول على خرائط كاملة ومفصلة للغاية حتى مهمة الماسح الشامل للمريخ، التي تم إطلاقها في عام 1996 وانتهت في أواخر عام 2006. هذه الخرائط متاحة الآن على الإنترنت على Google Mars.